# Christina Grimmie
Christina Victoria Grimmie (født 12. marts 1994,  død 10. juni 2016) var en amerikansk sanger og pianist, som blev kendt gennem sin deltagelse i The Voice og sine covers af kendte sange fra musikere som Selena Gomez, Demi Lovato, Lady Gaga, Miley Cyrus, Justin Bieber, Nelly, Christina Aguilera.

## Tidlige Liv
Grimmie blev født i Marlton i New Jersey og er datter af Tina og Albert Grimmie. Hun havde en ældre bror kaldt Marcus.

## Karriere
Grimmie udgav sin debut-EP Find Me i juni 2011. Grimmies mentor under perioden i The Voice, Adam Levine, forklarede at han ville signere Grimmie til sit pladeselskab uanset hvilken plads i konkurrencen hun måtte ende på. Grimmie skrev i 2013 kontrakt med Island Records. Hun udgav sit debutalbum With Love igennem selskabet i 2013. Kontrakten er senere blevet brudt. I februar 2016 annoncerede Grimmie at hun arbejdede på sit andet studiealbum.

## Død
Christina Grimmie døde den 10. juni 2016 på et hospital i Orlando, Florida, efter en skudepisode natten før. Grimmie gav autografer og tog billeder med fans efter en koncert, da en mand åbnede ild mod sangeren. Han skød hende en gang i hovedet og to gange i torso, hvorefter hun blev hasteindlagt, men hendes liv stod ikke til at redde.

## Diskografi
- All is vanity (2. juni 2017)
- Side B (2017)
- Side A (2016)
- Christina Grimmie (2013)
- With Love (2013)
- Find Me (2011)

## Singler
- "Invisible" (2017)
- "Stay With Me" (2015)
- "Shrug" (2015)
- "Cliché" (2015)
- "Must Be Love" (2014)
- "Tell My Mama" (2013)
- "Advice" (2011)
- "Liar Liar" (2011)